# Lucifera
Lucifera ist eine Thrash-Metal-Band aus dem Südwesten Kolumbiens.

## Geschichte
Gegründet wurde die Gruppe 2008 von der Sängerin Alejandra Blasfemia und dem Multiinstrumentalisten David HellRazor in Pasto, der Hauptstadt des Departamentos Nariño. In der Anfangszeit spielte die Band Stücke u. a. von Metallica, AC/DC und Motörhead nach, ging aber nach vergleichsweise kurzer Zeit dazu über, eigene Lieder zu schreiben. Im Folgejahr wurde Lucifera von dem portugiesischen Musiklabel War Productions angesprochen, welches 2010 das mit Sed De Venganza betitelte Demo als MC veröffentlichte. Im selben Jahr folgte über das französische Label Legion of Death Records zudem die 7″-EP Legiones de Metal. Um den Jahreswechsel 2010/2011 ging die Band auf Tournee durch Ecuador, Peru und Bolivien, 2013 beteiligte sie sich mit einem Stück an der umfangreichen Kompilation „30 Years of War, Fight, Sweat & Blood“ über 30 Jahre kolumbianische Heavy-Metal-Geschichte und fing 2014 mit den Arbeiten am Debütalbum an. Dieses Werk erschien 2015 unter dem Titel Después De La Muerte bei dem Label Evil Domain Productions. Die beiden frühesten Veröffentlichungen aus dem Jahr 2010 erlebten dann 2016 bei Tanatofobia Productions eine Wiederveröffentlichung als Kompilationsalbum Sed De Venganza & Legiones De Metal und 2017 brachte die Band über Morbid Skull Records mit Preludio del Mal ein weiteres Studioalbum heraus.
Ende Februar Jahr 2019 folgte über das deutsche Musiklabel Dunkelheit Produktionen mit La Caceria de Brujas ein weiteres Studioalbum, zu dem vorab Ende Januar das Stück Pacto Pagano veröffentlicht wurde. Die Texte für das Album wurden von sieben Musikerinnen aus Argentinien, Bolivien, Kolumbien, Mexiko und Peru verfasst, neben Lucifera-Sängerin Alejandra Blasfemia u. a. Clara „Kultarr“ Herrera (Tunjum) und das ehemalige Band-Mitglied Melissa Perdomo (Sierpes). Zudem erschien 2019 bei Viuda Negra Music die Kompilation 10 Años de Caos y Blasfemias.

## Stil
Zum Studioalbum aus dem Jahr 2017 schrieb Daniel Müller von Crossfire Metal, dass sich das Werk für Hörer eigne, die sich „typisches, altes Südamerika-Gerumpel wie Blasfemia, Reencarnación, Parabellum, Guerra Total oder Vulcano mit modernerer Produktion“ vorstellen könnten.
In einer Besprechung zum Album La Cacería de Brujas (2019) wurde der Stil schlicht als Thrash Metal beschrieben. In einer anderen Rezension zum selben Album wurde der Stil vorrangig durch Referenzen skizziert. Man merke, dass die Musiker „hauptsächlich auf den Sound von Band´s (sic!) wie Desaster, Mayhem, Deströyer 666 und Whiplash“ stünden, hieß es da. Differenzierter beschrieb Björn Backes von Powermetal.de seinen Eindruck. Die Musiker würden in „Nifelheim-Manier Hochgeschwindigkeitsgeprügel der ziemlich alten Schule mit Versatzstücken des First Generation Black Metals“ verknüpfen, und Gruppen wie Necrophobic, Carpathian Forest und Venom müssten als „klare Referenzen“ genannt werden. Zusammenfassend schrieb er, dass das Album La Caceria De Brujas „heroischen Schwarzmetall mit der primitiven, aber doch effektiven Radikalität der thrashigen Old School“ verbinde.

## Diskografie
- 2010: Sed De Venganza (Demo-Tape, War Productions)
- 2010: Legiones De Metal (7″-EP, Legion Of Death Records)
- 2015: Después De La Muerte (Album, Evil Domain Productions)
- 2016: Sed De Venganza & Legiones De Metal (Kompilation, Tanatofobia Productions)
- 2017: Preludio del Mal (Album, Morbid Skull Records)
- 2019: La Cacería de Brujas (Album, Dunkelheit Produktionen)
- 2019: 10 Años de Caos y Blasfemias (Kompilation, Viuda Negra Music)